# أمة بنت خالد بن سعيد
أَمَةُ بنتُ خَالِد بن سَعيد بن العَاص بن أُمَيَّة بن عبد شمس بن عبد مَنَاف القرشية الأُموية، هي ابنة الصحابي خالد بن سعيد بن العاص، هاجر أبوها إلى الحبشة مع أمها أمينة بنت خلف فولدت أمة في أرض الحبشة مع أخيها سعيد، ثم عادوا إلى المدينة المنورة في السفينتين بعد غزوة خيبر عام 7 هـ، ولها صحبة، تزوجت الزبير بن العوام وأنجبت له خالد بن الزبير وعمرو بن الزبير، فكانت تُكنى أم خالد.

## صُحبَتها
يُذكر لأمة أن لها صحبة مع النبي، فعندما قدمت مع أبيها من الحبشة دعا لها النبي بطول العمر، فتفول: «أتيت رسول الله ﷺ مع أبي وعلَيَّ قَميصٌ أصفَرُ، قال رسولُ اللهِ ﷺ: سَنَهْ سَنَهْ. قال عبد الله: وهي بالحبَشيَّةِ حَسَنَةٌ ، قالتْ : فذهبتُ ألعَبُ بِخاتَمِ النُّبُوَّةِ، فَزَبَرَنِ أبي، قال رسولُ اللهِ ﷺ: دَعْها. ثم قال رسولُ اللهِ ﷺ: أبلِي وأخْلِقي، ثم أبْلِي وأخْلِقي، ثم أبْلِي وأخْلِقي. قال عبدُ اللَّهِ: فبقِيَتْ حتى ذكرَ.»
، وألبسها النبي خميصة سوداء، فقالت: «أُتيَ رسولُ اللهِ ﷺ بثيابٍ فيها خميصةٌ سوداءُ، قال : من ترَون نكسوها هذه الخميصةَ. فأسكتَ القومُ، قال: ائتوني بأمِّ خالدٍ. فأتي بي النبيَّ ﷺ فألبسَنيها بيده، وقال: أبلي وأخلِقي. مرتين، فجعل ينظر إلى علمِ الخميصةِ ويشير بيده إليَّ ويقول: يا أمَّ خالدٍ هذا سنا. والسنا بلسان الحبشة الحسنُ .»
وكانت ممن أقرأ النبي السلام من النجاشي، فقالت: «سمعت النجاشيّ يوم خرجنا يقول لأصحاب السفينتين: أقرئوا جميعًا رسول الله منّي السلام. قالت أمة: وكنت فيمن أقرأ رسول الله من النجاشيّ السلام.»، كما روت عن النبي عدة أحاديث، منها أنها قالت: «سمِعتُ رسولَ اللَّهِ يستَعيذُ مِن عذابِ القبرِ»